# Superstrada ciclabile

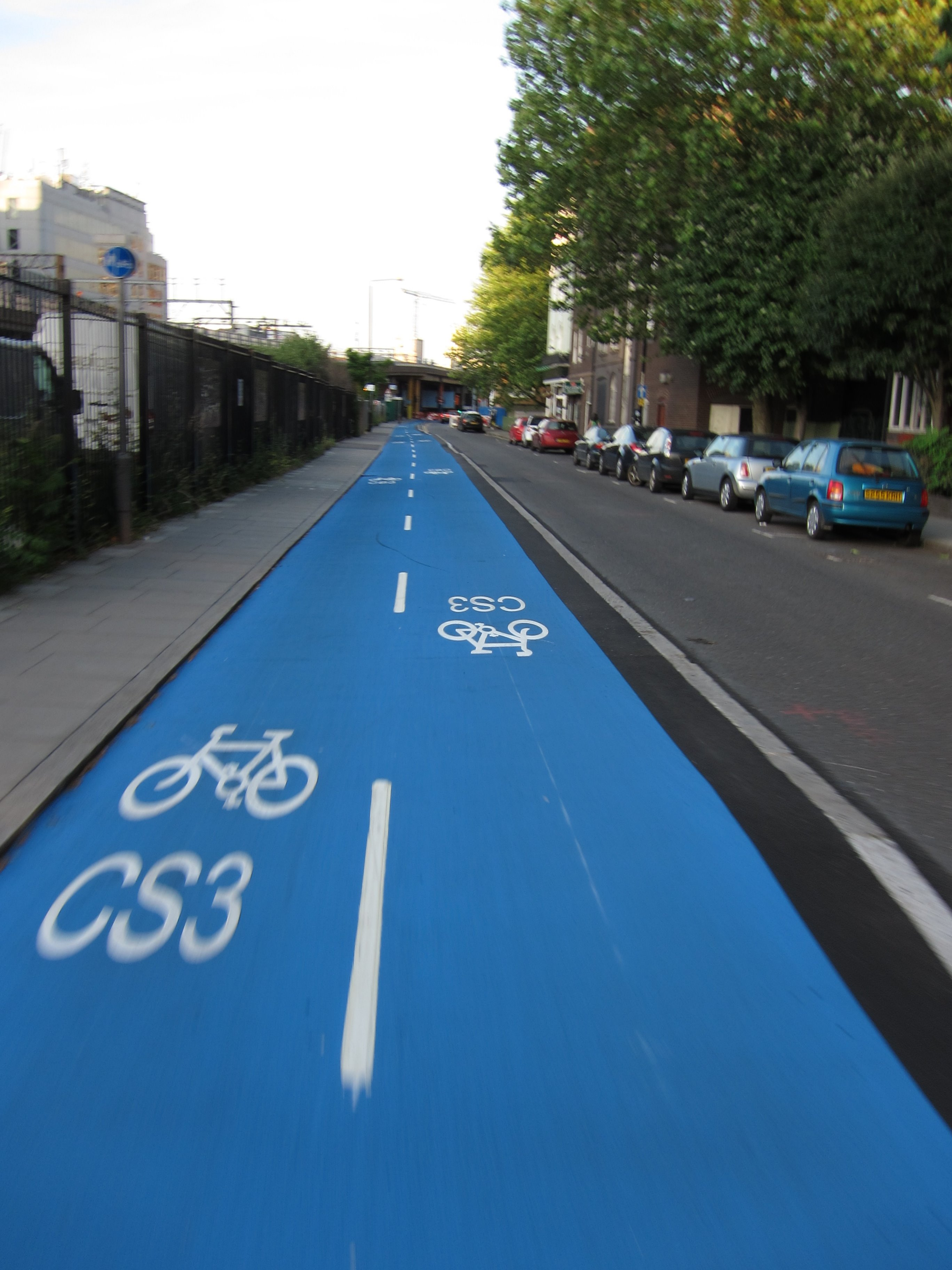
Superstrada ciclabile CS3 a Londra

Una superstrada ciclabile (cycle-superhighway in Gran Bretagna, Radschnellweg in Germania, Velobahn in Svizzera, fietssnelweg o snelfietsroute nei Paesi Bassi, cykelsuperstier in Danimarca) è un tipo particolare di pista ciclabile finalizzata ad innalzare l'attrattività degli spostamenti in bicicletta anche al sopra del raggio usuale di 5 km, fino a circa 20–25 km. La loro progettazione e costruzione deve ottimizzare tempi di percorrenza e dispendio di energie.

## Caratteristiche delle superstrade ciclabili
Per ottimizzare tempi di percorrenza e dispendio energetico (muscolare) le superstrade ciclabili hanno precedenza sulla viabilità secondaria stradale. Nel caso di intersezione con la viabilità principale esse vengono realizzate senza incroci a raso, tramite sottopassi o sovrappassi. La velocità "di crociera" dei ciclisti è prevista in circa 35 km/h, superiore a quella di normali piste ciclabili urbane, anche in sede propria (15–25 km/h). La larghezza di circa 4-6 metri consente lo scorrimento affiancato in ambo le direzioni ed il sorpasso. Non è previsto transito pedonale, o esso è del tutto separato.

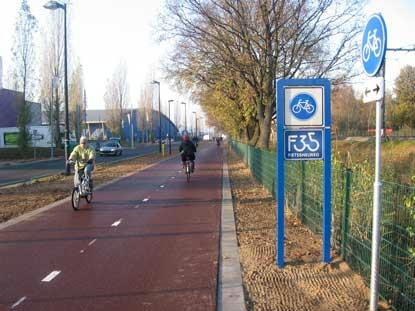
Superstrada ciclabile F35 a Enschede

Sbocchi ed imbocchi alla rete stradale (o altre piste ciclabili) devono facilitare entrata ed uscita fluida e sicura, la pavimentazione deve essere adatta alle velocità previste e a diverse condizioni meteorologiche, con uno scorrimento sufficientemente confortevole. Una illuminazione adeguata le rende utilizzabili anche nell'oscurità, che deve permanere anche in avverse condizioni meteorologiche (es. sgombro neve, rilevante non solo in nordeuropa ma anche in alcune regioni italiane).
Nel caso delle superstrade ciclabili non sono rilevanti fattori come il panorama e l'utilizzo turistico o ricreativo. I percorsi sono per altri motivi spesso del tutto indipendenti dalla viabilità ordinaria, per es. rumorosità, brevità e linearità, qualità dell'aria. In alcuni casi ci può essere la combinazione del ruolo tipico della superstrada ciclabile con percorsi turistici o ricreativi: per es. lungo argini dei fiumi, sui fondovalle etc.
I costi possono variare molto, soprattutto per l'incidenza di ponti e gallerie o per il tracciato da realizzare. Nei Paesi Bassi per es. vengono di solito previsti costi oscillanti fra 0,5 e 2 milioni di euro al chilometro, inclusa illuminazione.

## Quadro internazionale

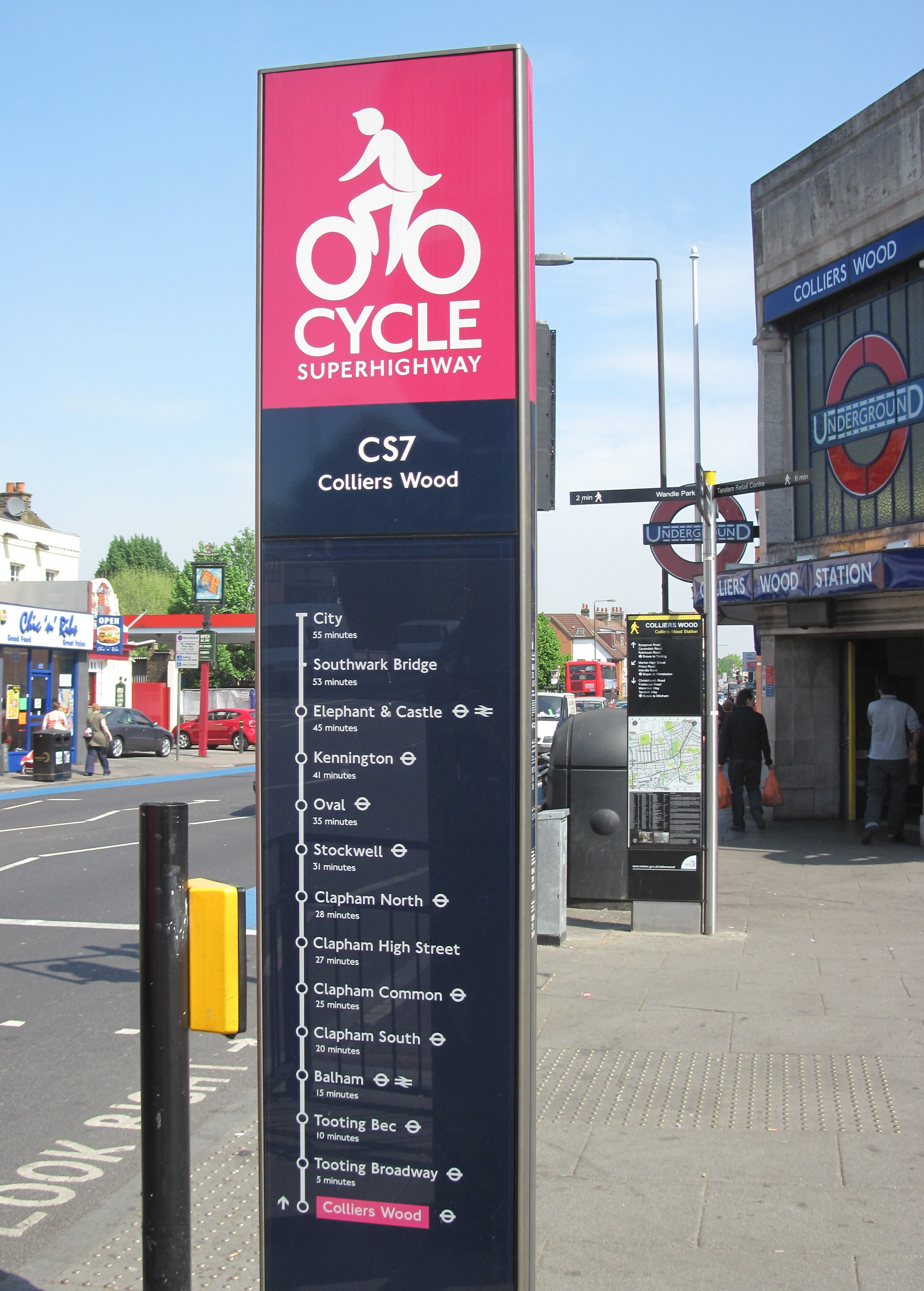
Segnaletica identificativa della superstrada ciclabile CS7 con schematizzazione del tracciato a Londra

Tradizionalmente si trovano superstrade ciclabili soprattutto nei Paesi Bassi, Danimarca  e Belgio.
Già negli anni 80 nei Paesi Bassi, per es. nell'area de L'Aia, sono state sperimentate le prime superstrade ciclabili, proprio per decongestionare reti stradali soggette ad ingorghi di traffico motorizzato.
Con la rinascita della bicicletta come mezzo di trasporto quotidiano anche altri paesi europei hanno iniziato a realizzare superstrade ciclabili. Per es. Londra con le sue 12 cycle-superhighways, Basilea, e Copenaghen 
 collega i sobborghi tramite vie ciclabili del tutto prive di traffico motorizzato. Anche a New York e Washington si procede nella stessa direzione. Nei Paesi Bassi si stanno progettando, oltre alle 8 esistenti, altre 20 fietssnelwegen.
In Germania stanno nascendo le prime superstrade ciclabili nella Ruhr, dove sono previsti circa 85 km della Rad-Schnellweg-Ruhr destinati ai pendolari che si muovono fra le città di Duisburg, Mülheim, Essen, Gelsenkirchen, Bochum, Dortmund, Hamm e la provincia di Unna. A Essen è stato completato il primo tratto di 5 km che dovrà collegare l'università con il Rheinpark di Duisburgo. 
Già in passato sono state utilizzate ferrovie dismesse (per es. a Bochum) per realizzare superstrade ciclabili senza incroci con la rete stradale.
In Svizzera si muovono i primi passi, con la denominazione di Velobahn.
In Italia la prima superstrada ciclabile verrà costruita tra Firenze e Prato.

## Segnaletica identificativa

Belgio
Germania
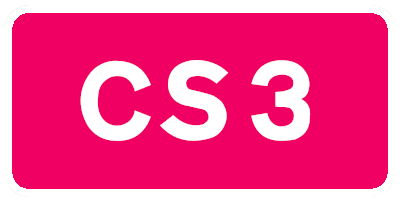
Londra